# خوليو لوغو
خوليو لوغو هو لاعب كرة قاعدة دومينيكاني، ولد في 16 نوفمبر 1975 في باراهونا في جمهورية الدومينيكان.

## وصلات خارجية
- خوليو لوغو على موقع دوري كرة القاعدة الرئيسي (الإنجليزية)
- خوليو لوغو على موقعبيزبول رفرنس.كوم (الدوري الرئيسي) (الإنجليزية)
- خوليو لوغو على موقعبيزبول رفرنس.كوم (الدوري الثانوي) (الإنجليزية)
- خوليو لوغو على موقع إي إس بي إن.كوم (أم.أل.بي) (الإنجليزية)
- خوليو لوغو على موقع مشجعي الرسوم البيانية (الإنجليزية)